# 池田敏雄 (民俗研究者)
池田敏雄（いけだ としお，1916年8月6日—1981年3月31日），日本島根縣人，日治時期台灣民俗研究者。

## 生平
其父池田朝原姓山崎，後來給池田家作養子。池田敏雄1923年隨父親遷到臺灣，就讀臺北市旭小學校，
1929年入臺北第一師範學校就讀，因為仰慕明治時代名詩人石川啄木而創作短歌、發行同人誌《原生林》。
1935年畢業，任教於龍山公學校。1941年，擔任總督官房文書課囑託。
1939年西川滿創辦《臺灣風土記》，池田幫忙並撰寫〈臺灣挑燈考〉，是他第一篇臺灣民俗的文章。
1941年7月15日，《民俗臺灣》創刊，池田是主要的編輯與創作者，使用筆名眾多，從創刊的一卷一期到四卷七期（共三十七期）都是池田編輯的。這段時間他也任職於總督府情報局囑託。
1944年六月接到徵兵召集令之後，才將編輯工作交給立石鐵臣與金關丈夫。著有《臺灣の家庭生活》（1944）、《華麗島民話集》（1942年，與西川滿合著）等作品。
池田妻子黃鳳姿將十一至十二歲寫的臺灣風俗文章十一篇和民間故事五篇編為《七娘媽生》一書，1940年出版。
1947年二二八事件後偕妻子返回日本島根縣。
戰後，池田敏雄在日本大型出版社平凡社任職。1976年自平凡社退休時，與黃鳳姿一同回到台灣，進行為期一個月的訪友旅行。
1975年2月28日為王育德發起的「台灣人原日本兵補償問題思考會」成立時的幹事成員。

## 民族研究及工作
教員時期
臺灣風土記
民俗臺灣
臺灣省宣傳委員會
島根新聞社
平凡社

## 作品

### 著作
- 《華麗島民話集》（臺北市：日孝山房，1942年5月）（西川滿共著）。
- 《戰ふ臺灣の農村》（臺北市：東都書籍株式會社臺北支店，1944年5月）。
- 《臺灣の家庭生活》（臺北市：東都書籍株式會社臺北支店，1944年8月）。

### 編纂
- 《出雲の紙》（八雲村：島根民芸協会岩坂支部，1952年5月），